# 毛突囊鼬鳚
毛突囊鼬鳚（学名：Saccogaster tuberculatus）为胎鼬鳚科囊胃鼬鳚属的鱼类。在中国，分布于仅见于中国南海南沙群岛的西部等。该物种的模式产地在南中国海南沙群岛西部万安滩以南。